# Ernst Gehrcke
Ernst Johann Gehrcke, född 1 juli 1878, död 25 januari 1960, var en tysk fysiker.
Gehrcke blev 1920 chef för Physikalisch-technische Reichsanstalt i Charlottenburg och 1921 professor i fysik vid universitetet i Berlin. Gehrcke hade framgångsrikt studerat de optiska interferensfenomenen. Jämte O. Reichenheim upptäckte han de så kallade anodstrålarna. Hans senare undersökningar handlade om atomfysikaliska och relativietsteoretiska problem.
Bland Gehrckes skrifter märks Die Strahlen der positiven Elektrizität (1909), Theorie der Atomkerne (1920), Physik und Erkenntnisstheorie (1921).